# 이누카와촌
이누카와촌(犬川村)은 야마가타현 히가시오키타마군에 있던 촌이다. 현재의 가와니시정 북서부에 해당한다.

## 역사
- 1889년 4월 1일 - 정촌제 시행에 의해 4촌의 구역을 가지고 성립하였다.
- 1955년 1월 1일 - 오쓰카촌, 고마쓰정, 주군촌, 미나미오키타마군 다마니와촌과 합병해 가와니시정이 성립, 동일 이누카와촌은 폐지되었다.

## 행정
- 촌장 : 에구치 가쓰노스케 (江口勝之助)

## 교통

### 철도
- 일본국유철도
  - 나가이선 (현・야마가타 철도 플라워 나가이선

### 도로
- 오구니 가도 (현・ 2급국도 국도 제113호선→ 현・ 1급국도 국도 제113호선)
- 나가이 가도 (현・국도 제287호선)

## 참고문헌
- 角川日本地名大辞典 6 山形県